# ラ・トゥール＝デーグ
ラ・トゥール＝デーグ(La Tour-d'Aigues)は、南フランスのプロヴァンス＝アルプ＝コート・ダジュール地域圏ヴォクリューズ県の都市。アプト郡ペルチュイ小郡(14の市町村を含む)に属する。
リュブロン山のふもと、エーグ地方（Pays d'Aigues）の町のひとつで、町の名前は「エーグの塔」の意味。名前の由来となった塔は10世紀ないし11世紀に建造されたものである。
16世紀後半に建造されたルネサンス様式の城が残る。この城には、1579年にカトリーヌ・ド・メディシス一行が滞在したこともある。城の正門はオランジュの凱旋門を模した壮麗なものである。
現在は陶器博物館やエーグ地方史博物館がある。

## 観光
- ラ・トゥール＝デーグ城
- リュブロン自然公園（Parc Naturel du Luberon）

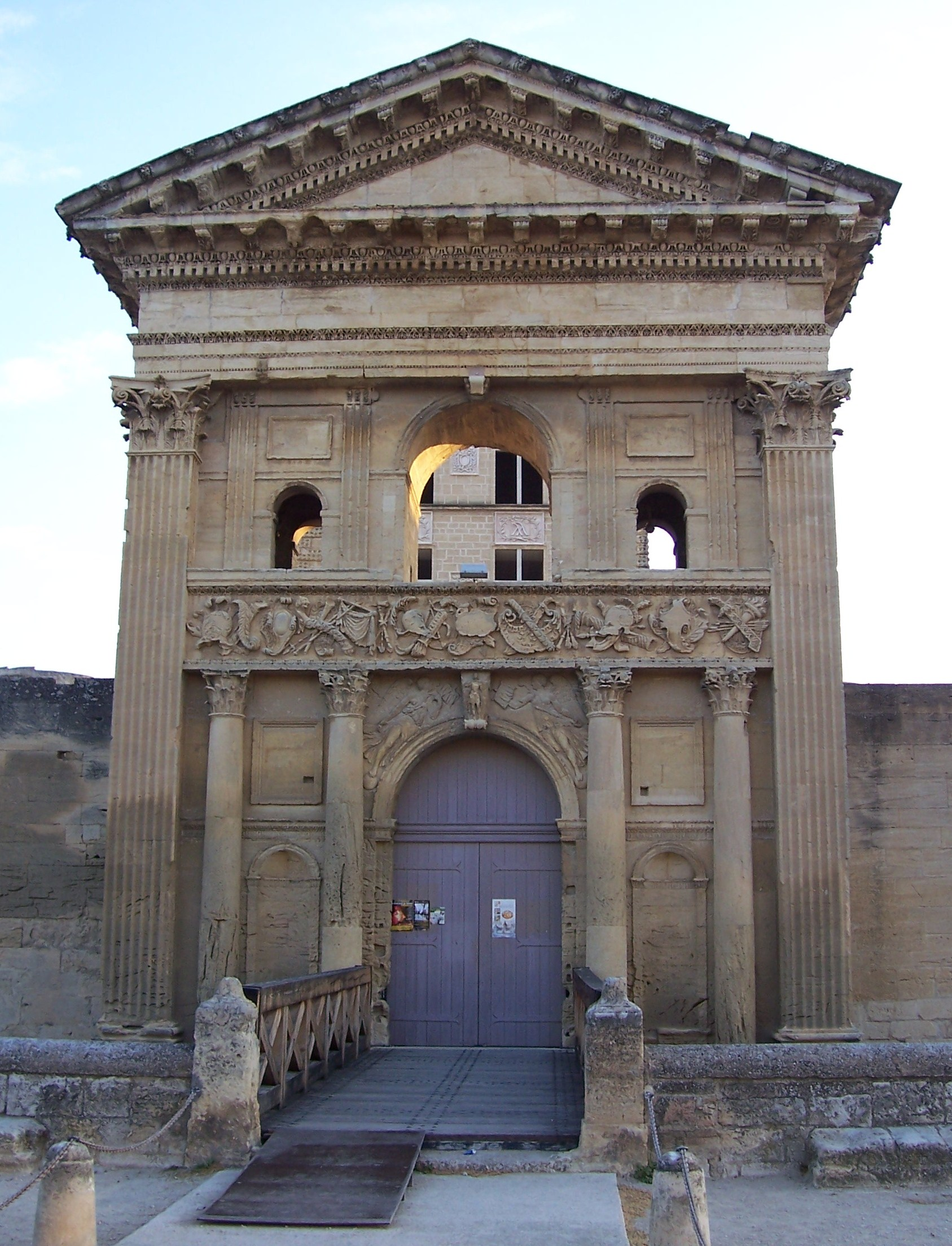
ラ・トゥール＝デーグ城門